# Ischnus
Ischnus is een geslacht van insecten uit de orde vliesvleugeligen (Hymenoptera) en de familie Ichneumonidae.

## Soorten
- I. agitator (Olivier, 1792)
- I. alpinicola Heinrich, 1951
- I. alternator (Gravenhorst, 1829)
- I. angulatus (Cresson, 1874)
- I. basalis Kasparyan & Ruiz-Cancino, 2005
- I. bimaculatus Jonathan, 2006
- I. blanditus (Tosquinet, 1896)
- I. brachyurus (Gravenhorst, 1829)
- I. canariensis (Hellen, 1949)
- I. celaya (Cresson, 1874)
- I. centralis (Cresson, 1874)
- I. cieloi Kasparyan, 2009
- I. cinctipes (Walsh, 1873)
- I. citus (Cresson, 1874)
- I. curvimaculatus (Cameron, 1903)
- I. emaculatus Jonathan, 2006
- I. facialis (Szepligeti, 1916)
- I. homonae (Sonan, 1930)
- I. inquisitorius (Muller, 1776)
- I. laevifrons Townes, 1962
- I. latus (Provancher, 1874)
- I. laurae Townes, 1962
- I. lautus Townes, 1962
- I. leucomelas (Brulle, 1846)
- I. migrator (Fabricius, 1775)
- I. minor Townes, 1962
- I. orbitatorius (Thomson, 1896)
- I. pinguis (Provancher, 1886)
- I. politus Townes, 1962
- I. rhomboidalis (Walsh, 1873)
- I. sericeus Schiodte, 1839
- I. sparsus Townes, 1962
- I. striatifrons (Cameron, 1903)
- I. striatus (Brulle, 1846)
- I. tenuitibialis (Uchida, 1952)
- I. tunetanus (Smits van Burgst, 1913)
- I. variegatus (Szepligeti, 1916)
- I. velutinus Townes, 1962
- I. virginalis (Holmgren, 1868)
- I. yezoensis (Uchida, 1936)